# Rio Dell
Rio Dell est une municipalité américaine du comté de Humboldt, en Californie. Au recensement de 2010, Rio Dell comptait 3 363 habitants.

## Démographie
| 1890 | 1950  | 1960  | 1970  | 1980  | 1990  |
| ---- | ----- | ----- | ----- | ----- | ----- |
| 213  | 1 862 | 3 222 | 2 817 | 2 687 | 3 012 |

| 2000  | 2010  | - | - | - | - |
| ----- | ----- | - | - | - | - |
| 3 174 | 3 368 | - | - | - | - |